# Бистшиця-Гурна
Бистшиця-Ґурна (пол. Bystrzyca Górna, нім. Ober Weistritz) — село в Польщі, у гміні Свідниця Свідницького повіту Нижньосілезького воєводства.
Населення — 755 осіб (2011).
У 1975-1998 роках село належало до Валбжиського воєводства.

## Демографія
Демографічна структура станом на 31 березня 2011 року:
|          | Загалом | Допрацездатний вік | Працездатний вік | Постпрацездатний вік |
| -------- | ------- | ------------------ | ---------------- | -------------------- |
| Чоловіки | 413     | 124                | 255              | 34                   |
| Жінки    | 342     | 72                 | 186              | 84                   |
| Разом    | 755     | 196                | 441              | 118                  |